# François Andrieux
Pour les articles homonymes, voir Andrieux.
François-Guillaume-Jean-Stanislas Andrieux, né le 6 mai 1759 à Strasbourg et mort le 10 mai 1833 à Paris, est un poète et dramaturge français.

## Biographie

### Un auteur de l’Ancien Régime finissant
Aîné d’une famille bourgeoise qui le destinait au barreau, Andrieux a eu, pour premier instituteur, son père, alors directeur des comptes de la régie des fourrages de l’armée du Rhin. Inscrit au collège du Cardinal-Lemoine, il y a terminé ses études à l’âge de dix-sept ans. Sa petite taille lui donnait l’air, lors des distributions des prix, de fléchir sous le poids des prix, lorsqu’il allait chercher ses livres. Il a fait, au cours des compositions du concours général entre les dix collèges de l’université de Paris, la connaissance de Collin d’Harleville, avec qui il restera très ami.
Placé par ses parents, à sa sortie du collège, comme clerc chez un procureur du Châtelet, il suivait, en même temps, les cours de l’École de droit. Reçu avocat en 1781, il plaide peu en dépit de ses dons d’éloquence et une solide connaissance du droit qui lui permettent de beaux succès de prétoire. Il réussit ainsi à gagner un procès contre un avocat réputé dont le fils devient un de ses plus proches amis, Louis-Benoît Picard. Son intérêt pour le théâtre, comme beaucoup de ses collègues de la basoche et proches, comme Pons de Verdun ou Jean-François Ducis, l’amène à s’essayer à la carrière dramatique avec l’adaptation en décasyllabes, en 1780, d’une romance de François de Neufchâteau, intitulée Anaximandre. Terminé deux ans après, ce petit acte, représenté au Théâtre-Italien, suivant les conseils de Forgeot, a connu le succès. Cette pièce, que Julien Louis Geoffroy a sévèrement critiquée, le lance dans le milieu parisien.
Partageant  temps entre l’étude de la jurisprudence et celle des lettres, il songeait à devenir professeur de la faculté de droit, et était prêt à soutenir sa thèse de docteur, lorsqu’un agrégé en droit lui a proposé, de la part du président Malesherbes, la place de secrétaire du duc d'Uzès. Mis par la mort de son père, en 1785, dans l’obligation de reprendre des activités plus lucratives pour subvenir à sa famille laissée sans ressources, il accepte le poste, qui lui permet de vivre honorablement. En 1787, il présente au public son plus grand succès, sans doute son œuvre la plus durable aux yeux de la postérité, Les Étourdis.

### Un acteur de la période révolutionnaire
Abandonnant sa charge de secrétaire en 1789, il s’inscrit au tableau des avocats mais les événements révolutionnaires, au même instant, lui laissent peu de temps de s’y consacrer. Si les temps nouveaux sont bien accueillis par ses collègues, leur profession, inséparable de l’ancienne organisation judiciaire de l’Ancien Régime, disparaît en 1790 avec la Constituante.
Embrassant les idées nouvelles avec enthousiasme, membre du Club des jacobins, Andrieux, politiquement modéré comme le montreront ses engagements ultérieurs, est proche des girondins. Dès le début de la Révolution, ses capacités juridiques lui permettent d’entrer au service de la liquidation générale comme chef de bureau puis chef de division où sa probité, alliée à une bonne maîtrise des dossiers financiers, le font rapidement connaître.
En juin 1793, la chute des girondins et la période de répression qui s’ensuit lui valent d’être mis en danger. Fuyant Paris à pied, il trouve refuge dans la propriété de son ami Collin à Mévoisins, où il se cache plus d’un an. Cette période d’inquiétude et de repli se révèle paradoxalement une phase d’étude intense durant laquelle Andrieux accumule de multiples matériaux pour ses œuvres futures.
Après le 9 thermidor et la fin de la Terreur, il revient dans la capitale où il renoue avec ses anciennes activités financières et budgétaires, avant d’être élu en 1796 juge au tribunal de Cassation. Deux ans plus tard, en avril 1798, il est envoyé par les électeurs parisiens, pour le département de la Seine, au Conseil des Cinq-Cents.

### Un opposant modéré à l’Empire
Un an après le 18 brumaire, en 1800, il fait partie du tout nouveau Tribunat (4 nivôse an VIII (25 décembre 1799)), où il assure rapidement la charge de secrétaire puis de président. S’il est favorable à Bonaparte lors de sa prise de pouvoir, la dérive autoritaire du régime lui déplaît. Il représente dès lors une opposition visible au Premier Consul lequel, n’appréciant pas l’esprit de contradiction, le fait rapidement éliminer, en 1802, avec Benjamin Constant, Pierre Daunou et Pierre-Louis Ginguené. C’est peu avant, à l’occasion d’une rencontre avec le futur empereur qu’Andrieux prononce la phrase qui le rend célèbre : « citoyen consul, vous êtes à l’Institut de la section de mécanique, vous savez qu’on ne s’appuie que sur ce qui résiste. »
Fouché lui offre alors une place de censeur dans son ministère, proposition qu’Andrieux décline avec esprit : « mon rôle est d’être pendu et non d’être bourreau ». Sans ressources alors qu’il est chargé de famille, le salut lui vient de Joseph Bonaparte avec lequel il s’était noué des liens d’amitié au Conseil des Cinq-Cents et qui lui propose de devenir, contre une pension très confortable, son bibliothécaire, proposition généreuse qu’il n’oubliera jamais.
En 1804, la réorganisation de l’École polytechnique et l’introduction d’un nouveau cours de « grammaire et de belles-lettres » donne une nouvelle orientation à sa carrière. Il y est nommé professeur et y fait preuve, à 45 ans, alors qu’il n’a aucune expérience de cette fonction, de réelles qualités pédagogiques. Il suscite en effet chez ses élèves un fort engouement au point parfois d’inquiéter la direction de l’École. Ce succès auprès de ses auditoires ne se dément pas, y compris lors de ses nombreuses leçons de littérature au Collège de France où il enseigne à partir de 1814.

### Un défenseur discret du goût classique
Hors ses activités d’enseignant et de littérateur, Andrieux, à la fin du Consulat et au début de l’Empire, participe aux réunions philosophiques de la deuxième génération de la « société d’Auteuil », que réunit chez elle Anne-Catherine Helvétius. Ces « idéologues » ou « sensualistes » parmi lesquels se retrouvent en premier lieu Maine de Biran et Cabanis puis de Destutt de Tracy, de Gérando, explorent, non sans polémiques, les rapports du physique et du moral, posant ainsi les premiers éléments de la psychologie humaine.
S’il est peu apprécié du pouvoir bonapartiste, le retour des Bourbons ne lui sera pas non plus particulièrement favorable car ses prises de position, notamment religieuses, lui valent de tous bords de nombreux ennemis. Le licenciement de l’École polytechnique en 1816 permet au nouveau pouvoir de l’écarter de sa chaire, mais il conserve cependant ses fonctions au Collège de France, ainsi qu’à l’Institut,. Très soutenu par son ami de Collin d’Harleville, fondateur auquel il appartenait de coopter les autres membres, Andrieux était entré dans la section de grammaire en 1795. Il en sera, successivement, secrétaire puis président.
Membre de l’Académie française lors de la réorganisation de 1803, il y occupe le fauteuil de Malesherbes. Maintenu après 1816, membre de la Commission du Dictionnaire à la mort de Morellet, il est nommé secrétaire perpétuel en janvier 1829, en remplacement d’Auger. C’est après une ultime leçon au Collège de France, sans doute frappé par le choléra qui se propage alors dans la capitale, qu’il meurt brutalement le 10 mai 1833. Il est inhumé au cimetière du Père-Lachaise.

## Apport et postérité

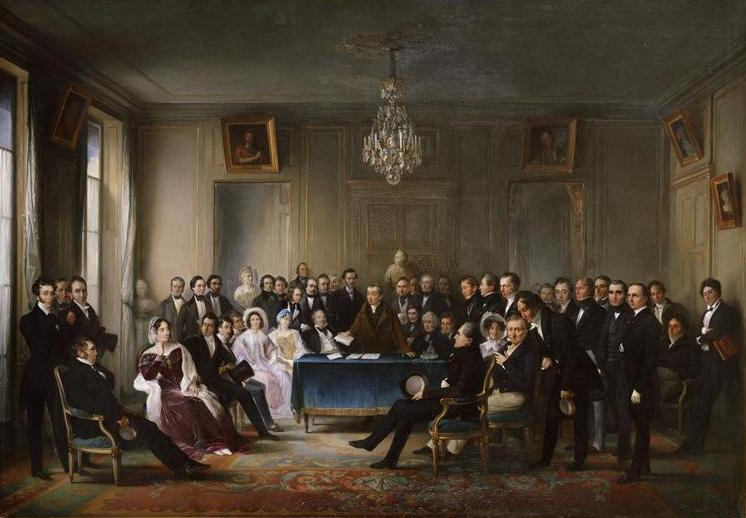
François-Joseph Heim, « François-Guillaume Andrieux faisant la lecture de sa tragédie Junius Brutus dans le foyer à la Comédie-Française le 26 mai 1828 », salon de 1847, Musée de l'Histoire de France.

Andrieux s’est aussi fait un nom à travers ses pamphlets anticléricaux, professant une grande admiration pour Voltaire qui faisait en partie le succès de ses conférences, notamment au Collège de France. Toutefois, il n’adopte pas la violence de son modèle. Resté fort modéré de caractère, plutôt libre-penseur, il exprime ainsi une certaine distance morale envers les nombreux régimes politiques qui ont traversé son temps.
Il est plus connu pour ses comédies d’intrigue, très au goût de l’époque, dans lesquelles le public appréciait la qualité de style, la grâce, le naturel ingénieux, autant de traits aujourd’hui difficiles de retrouver, la plus populaire étant les Étourdis, dont André Chénier a fait une critique élogieuse. Andrieux était sans doute plus pertinent dans ses analyses littéraires qui, selon les contemporains, étaient des merveilles d’équilibre. Les leçons données au Collège de France ressemblaient plus à des causeries pleines de saillies et d’anecdotes choisies, à chaque fois terminées par des lectures, exercice qu’il maîtrisait à la perfection. Ses conseils avisés, toujours soucieux de la diction, donnés à ses amis pour corriger certaines de leurs œuvres étaient, quoique sans concessions, particulièrement appréciés. Il fut notamment le conseiller bienveillant du jeune Balzac en le détournant du théâtre et de la poésie après avoir lu son Cromwell. On prétend qu'Andrieux aurait déclaré : "L'auteur doit faire quoi que ce soit, excepté de la littérature"
Auteur qui s’est essayé à tous les genres, y compris la tragédie, Andrieux représente une courte parenthèse dans le style théâtral français. Plus naturel que ses prédécesseurs qui sacrifiaient souvent à l’emphase et aux effets artificiels, son œuvre, toutefois aujourd’hui surannée, a été vite éclipsée par les nouveaux auteurs romantiques qu’il a vigoureusement combattus. Il mena le combat au sein de l’Académie en participant au groupe du « Déjeuner de la Fourchette ». Opposé à l’entrée de Lamartine dans l’hémicycle dès 1824, il échoua cinq ans plus tard, le poète réussissant, grâce à l’appui de ses partisans déjà nombreux parmi les Immortels, à être reçu au fauteuil du comte Daru.

## Vie privée
Le 28 septembre 1784, Andrieux avait épousé Marie Jude (née vers 1765). Le couple a eu deux enfants : Bonne, née vers 1790, qui épousera vers 1815 l'avocat général et homme politique Saint-Albin Berville, et  Julie, née vers 1795, artiste graveuse, qui épousera le 27 septembre 1820  Alexandre Labrouste, principal du collège Sainte-Barbe.

## Œuvres

### Théâtre
- Anaximandre, ou le Sacrifice aux Grâces (comédie en un acte et en vers de dix syllabes, Théâtre-Italien, 20 décembre 1782) (lire en ligne).
- Les Étourdis, ou le Mort supposé, comédie en trois actes et en vers, Théâtre-Italien, 14 décembre 1787. Ré-édition en 2022 avec annotations, Éditions de la Germonière,  (ISBN 979-8360497721).
- Louis IX en Égypte, opéra en trois actes de Nicolas-François Guillard et Andrieux, musique de Jean-Baptiste Lemoyne, Académie royale de musique, 15 juin 1790.
- L'Enfance de Jean-Jacques Rousseau, comédie en un acte mêlée d’ariettes, musique de Nicolas Dalayrac, créée à l'Opéra-Comique (salle Favart), le 4 prairial an II (23 mai 1794).
- Helvétius, ou La Vengeance d’un sage, comédie en un acte et en vers, théâtre Louvois, 28 prairial an X (17 juin 1802).
- Le Trésor, comédie en cinq actes et en vers, théâtre Louvois, 28 janvier 1804.
- Molière avec ses amis, ou la Soirée d’Auteuil, comédie en un acte et en vers, Théâtre-Français, 16 messidor an XII (5 juillet 1804).
- La Suite du Menteur, comédie en cinq actes et en vers d'après Pierre Corneille, « avec des changemens et additions considérables et un prologue », Théâtre-Français, 29 octobre 1808.
- Le Vieux Fat, ou les Deux Vieillards, comédie en cinq actes et en vers, Théâtre-Français, 6 juin 1810.
- Lucius Junius Brutus, tragédie en cinq actes, Théâtre-Français, 13 septembre 1830.
- Quelques scènes impromptu ou la Matinée du jour de l’an, Prologue pour l’ouverture du Théâtre royal de l’Odéon, sous la direction de M. Picard, théâtre de l’Odéon, 1er janvier 1816.
- La Comédienne, comédie en trois actes et en vers, Théâtre-Français, 6 mars 1816.
- La Jeune Créole, comédie en cinq actes et en prose, « imitée de l’anglais de Richard Cumberland », 1818.
- Le Rêve du mari, ou le Manteau, comédie en un acte et en vers, Théâtre-Français, 20 mai 1826.

### Divers
Saint-Roch et Saint-Thomas. Nouvelle. Paris Dabin an XI - 1802
- Querelle de Saint-Roch et de Saint-Thomas, sur l’ouverture du manoir céleste à Mlle Chameroy. Paris, Pierre 1802
- Contes et opuscules, en vers et en prose, suivis de poésies fugitives. Par Andrieux, de l'Institut National. Paris, Renouard, 1800. [À Paris, Chez Ant. Aug. Renouard, Libraire, rue St.-André-des-Arcs, N°. 42. VIII - 1800.] In-8°, [1 (faux-titre)], [1 bl.], [1 (titre)], [1 bl.], IV (avertissement), [1 (errata)], [1 bl.], 184 p. [Édition originale contenant ses pièces les plus fameuses : Le Procès du sénat de Capoue, Le Doyen de Badajoz, Le Meûnier de Sans-Souci et le Dialogue entre deux journalistes sur les mots « Monsieur » et « Citoyen ».]
- Cours de grammaire et de belles-lettres : Sommaire des leçons (1806)
- Œuvres de François-Guillaume-Jean-Stanislas Andrieux (4 volumes, 1818-23)
- Dialogues de l’orateur : Brutus ou Dialogue sur les orateurs illustres (2 volumes, 1830-31). Traduction de Cicéron.
- Poésies de François-Guillaume-Jean-Stanislas Andrieux (1842)
- Récits et anecdotes (1900)

## Sources
- Jean Tulard, Jean-François Fayard et Alfred Fierro, Histoire et dictionnaire de la Révolution française. 1789–1799, Paris, éd. Robert Laffont, coll. « Bouquins », 1987, 1998 [détail des éditions] (ISBN 978-2-221-08850-0)
- « François Andrieux », dans Adolphe Robert et Gaston Cougny, Dictionnaire des parlementaires français, Edgar Bourloton, 1889-1891 [détail de l’édition]